# Risto Lillemets
Risto Lillemets (* 20. November 1997 in Kuressaare) ist ein estnischer Leichtathlet, der sich auf den Zehnkampf spezialisiert hat. 2023 gewann er bei den Halleneuropameisterschaften die Bronzemedaille im Siebenkampf.

## Sportliche Laufbahn
Erste internationale Erfahrungen sammelte Risto Lillemets im Jahr 2017, als er bei den U23-Europameisterschaften in Bydgoszcz nach der ersten Disziplin aufgeben musste. 2021 belegte er bei den Halleneuropameisterschaften in Toruń mit 6055 Punkten den fünften Platz im Siebenkampf und 2023 gewann er bei den Halleneuropameisterschaften in Istanbul mit 6079 Punkten die Bronzemedaille hinter dem Franzosen Kevin Mayer und Sander Skotheim aus Norwegen. 2024 musste er seinen Wettkampf bei den Europameisterschaften in Rom vorzeitig beenden und im Jahr darauf belegte er bei den Halleneuropameisterschaften in Apeldoorn mit 5922 Punkten den neunten Platz im Siebenkampf und gelangte kurz darauf bei den Hallenweltmeisterschaften in Nanjing mit 5866 Punkten auf Rang acht.
2020 wurde Lillemets estnischer Meister im Zehnkampf. Zudem wurde er 2021 Hallenmeister im Stabhochsprung sowie 2023 über 60 m Hürden.

## Persönliche Bestleistungen
- 110 m Hürden: 14,23 s (0,0 m/s), 26. Juni 2022 in Tallinn
  - 60 m Hürden (Halle): 7,95 s, 27. Februar 2022 in Tallinn
- Stabhochsprung: 5,10 m, 9. Februar 2020 in Tallinn
- Zehnkampf: 8156 Punkte, 30. Mai 2021 in Götzis
  - Siebenkampf (Halle): 6089 Punkte, 7. Februar 2021 in Tallinn